# Платов, Михаил Николаевич
Михаил Николаевич Платов (1883, Рига — 1938) —  шахматный композитор; последователь А. Троицкого. Совместно с братом Василием является классиком и одним из основоположников современного шахматного этюда. По образованию и по основной профессии — инженер.

## Биография
Родился в рижской купеческой семье. Поступил в Рижский политехнический институт и в 1906 году окончил его со специальностью «инженер-технолог». Во время Первой мировой войны эвакуировался в Россию. Жил и работал сначала в Москве, а в 1930-х годах стал ведущим инженером на серпуховском оборонном заводе. На этом же заводе работал шахматный композитор и писатель А. П. Казанцев, оставивший воспоминания о встречах с Михаилом Платовым в рассказе «Роковая мина».
С 1903 года М. Н. Платов опубликовал свыше 200 этюдов, преимущественно в соавторстве с братом Василием. Многие их этюды занимали высокие места на конкурсах.
В ночь на 4 октября 1937 году, в разгар кампании Большого Террора, М. Н. Платов был арестован, обвинён в контрреволюционной деятельности, приговорён к десяти годам лагерей и отправлен в лагерь под Каргополем. В письме от 9 мая 1938 года он просил прислать ему новые шахматные журналы и сообщал, что его здоровье сильно пошатнулось, с февраля лежит в больнице,  Предположительно он погиб в августе или сентябре 1938 года. Последним известием от Платова было письмо от 22 августа 1938 года, в нём он писал, что его состояние ухудшилось, В конце 1938 года отправленные ему посылки были возвращены.

## Этюды
|   | a | b | c | d | e | f | g | h |   |
| - | --- | --- | --- | --- | --- | --- | --- | --- | - |
| 8 | a7 чёрная пешка · h7 чёрный король · d6 белая пешка · e5 чёрная пешка · d4 чёрная пешка · g3 чёрная ладья · c2 белая пешка · a1 белая ладья · h1 белый король | a7 чёрная пешка · h7 чёрный король · d6 белая пешка · e5 чёрная пешка · d4 чёрная пешка · g3 чёрная ладья · c2 белая пешка · a1 белая ладья · h1 белый король | a7 чёрная пешка · h7 чёрный король · d6 белая пешка · e5 чёрная пешка · d4 чёрная пешка · g3 чёрная ладья · c2 белая пешка · a1 белая ладья · h1 белый король | a7 чёрная пешка · h7 чёрный король · d6 белая пешка · e5 чёрная пешка · d4 чёрная пешка · g3 чёрная ладья · c2 белая пешка · a1 белая ладья · h1 белый король | a7 чёрная пешка · h7 чёрный король · d6 белая пешка · e5 чёрная пешка · d4 чёрная пешка · g3 чёрная ладья · c2 белая пешка · a1 белая ладья · h1 белый король | a7 чёрная пешка · h7 чёрный король · d6 белая пешка · e5 чёрная пешка · d4 чёрная пешка · g3 чёрная ладья · c2 белая пешка · a1 белая ладья · h1 белый король | a7 чёрная пешка · h7 чёрный король · d6 белая пешка · e5 чёрная пешка · d4 чёрная пешка · g3 чёрная ладья · c2 белая пешка · a1 белая ладья · h1 белый король | a7 чёрная пешка · h7 чёрный король · d6 белая пешка · e5 чёрная пешка · d4 чёрная пешка · g3 чёрная ладья · c2 белая пешка · a1 белая ладья · h1 белый король | 8 |
| 7 | a7 чёрная пешка · h7 чёрный король · d6 белая пешка · e5 чёрная пешка · d4 чёрная пешка · g3 чёрная ладья · c2 белая пешка · a1 белая ладья · h1 белый король | a7 чёрная пешка · h7 чёрный король · d6 белая пешка · e5 чёрная пешка · d4 чёрная пешка · g3 чёрная ладья · c2 белая пешка · a1 белая ладья · h1 белый король | a7 чёрная пешка · h7 чёрный король · d6 белая пешка · e5 чёрная пешка · d4 чёрная пешка · g3 чёрная ладья · c2 белая пешка · a1 белая ладья · h1 белый король | a7 чёрная пешка · h7 чёрный король · d6 белая пешка · e5 чёрная пешка · d4 чёрная пешка · g3 чёрная ладья · c2 белая пешка · a1 белая ладья · h1 белый король | a7 чёрная пешка · h7 чёрный король · d6 белая пешка · e5 чёрная пешка · d4 чёрная пешка · g3 чёрная ладья · c2 белая пешка · a1 белая ладья · h1 белый король | a7 чёрная пешка · h7 чёрный король · d6 белая пешка · e5 чёрная пешка · d4 чёрная пешка · g3 чёрная ладья · c2 белая пешка · a1 белая ладья · h1 белый король | a7 чёрная пешка · h7 чёрный король · d6 белая пешка · e5 чёрная пешка · d4 чёрная пешка · g3 чёрная ладья · c2 белая пешка · a1 белая ладья · h1 белый король | a7 чёрная пешка · h7 чёрный король · d6 белая пешка · e5 чёрная пешка · d4 чёрная пешка · g3 чёрная ладья · c2 белая пешка · a1 белая ладья · h1 белый король | 7 |
| 6 | a7 чёрная пешка · h7 чёрный король · d6 белая пешка · e5 чёрная пешка · d4 чёрная пешка · g3 чёрная ладья · c2 белая пешка · a1 белая ладья · h1 белый король | a7 чёрная пешка · h7 чёрный король · d6 белая пешка · e5 чёрная пешка · d4 чёрная пешка · g3 чёрная ладья · c2 белая пешка · a1 белая ладья · h1 белый король | a7 чёрная пешка · h7 чёрный король · d6 белая пешка · e5 чёрная пешка · d4 чёрная пешка · g3 чёрная ладья · c2 белая пешка · a1 белая ладья · h1 белый король | a7 чёрная пешка · h7 чёрный король · d6 белая пешка · e5 чёрная пешка · d4 чёрная пешка · g3 чёрная ладья · c2 белая пешка · a1 белая ладья · h1 белый король | a7 чёрная пешка · h7 чёрный король · d6 белая пешка · e5 чёрная пешка · d4 чёрная пешка · g3 чёрная ладья · c2 белая пешка · a1 белая ладья · h1 белый король | a7 чёрная пешка · h7 чёрный король · d6 белая пешка · e5 чёрная пешка · d4 чёрная пешка · g3 чёрная ладья · c2 белая пешка · a1 белая ладья · h1 белый король | a7 чёрная пешка · h7 чёрный король · d6 белая пешка · e5 чёрная пешка · d4 чёрная пешка · g3 чёрная ладья · c2 белая пешка · a1 белая ладья · h1 белый король | a7 чёрная пешка · h7 чёрный король · d6 белая пешка · e5 чёрная пешка · d4 чёрная пешка · g3 чёрная ладья · c2 белая пешка · a1 белая ладья · h1 белый король | 6 |
| 5 | a7 чёрная пешка · h7 чёрный король · d6 белая пешка · e5 чёрная пешка · d4 чёрная пешка · g3 чёрная ладья · c2 белая пешка · a1 белая ладья · h1 белый король | a7 чёрная пешка · h7 чёрный король · d6 белая пешка · e5 чёрная пешка · d4 чёрная пешка · g3 чёрная ладья · c2 белая пешка · a1 белая ладья · h1 белый король | a7 чёрная пешка · h7 чёрный король · d6 белая пешка · e5 чёрная пешка · d4 чёрная пешка · g3 чёрная ладья · c2 белая пешка · a1 белая ладья · h1 белый король | a7 чёрная пешка · h7 чёрный король · d6 белая пешка · e5 чёрная пешка · d4 чёрная пешка · g3 чёрная ладья · c2 белая пешка · a1 белая ладья · h1 белый король | a7 чёрная пешка · h7 чёрный король · d6 белая пешка · e5 чёрная пешка · d4 чёрная пешка · g3 чёрная ладья · c2 белая пешка · a1 белая ладья · h1 белый король | a7 чёрная пешка · h7 чёрный король · d6 белая пешка · e5 чёрная пешка · d4 чёрная пешка · g3 чёрная ладья · c2 белая пешка · a1 белая ладья · h1 белый король | a7 чёрная пешка · h7 чёрный король · d6 белая пешка · e5 чёрная пешка · d4 чёрная пешка · g3 чёрная ладья · c2 белая пешка · a1 белая ладья · h1 белый король | a7 чёрная пешка · h7 чёрный король · d6 белая пешка · e5 чёрная пешка · d4 чёрная пешка · g3 чёрная ладья · c2 белая пешка · a1 белая ладья · h1 белый король | 5 |
| 4 | a7 чёрная пешка · h7 чёрный король · d6 белая пешка · e5 чёрная пешка · d4 чёрная пешка · g3 чёрная ладья · c2 белая пешка · a1 белая ладья · h1 белый король | a7 чёрная пешка · h7 чёрный король · d6 белая пешка · e5 чёрная пешка · d4 чёрная пешка · g3 чёрная ладья · c2 белая пешка · a1 белая ладья · h1 белый король | a7 чёрная пешка · h7 чёрный король · d6 белая пешка · e5 чёрная пешка · d4 чёрная пешка · g3 чёрная ладья · c2 белая пешка · a1 белая ладья · h1 белый король | a7 чёрная пешка · h7 чёрный король · d6 белая пешка · e5 чёрная пешка · d4 чёрная пешка · g3 чёрная ладья · c2 белая пешка · a1 белая ладья · h1 белый король | a7 чёрная пешка · h7 чёрный король · d6 белая пешка · e5 чёрная пешка · d4 чёрная пешка · g3 чёрная ладья · c2 белая пешка · a1 белая ладья · h1 белый король | a7 чёрная пешка · h7 чёрный король · d6 белая пешка · e5 чёрная пешка · d4 чёрная пешка · g3 чёрная ладья · c2 белая пешка · a1 белая ладья · h1 белый король | a7 чёрная пешка · h7 чёрный король · d6 белая пешка · e5 чёрная пешка · d4 чёрная пешка · g3 чёрная ладья · c2 белая пешка · a1 белая ладья · h1 белый король | a7 чёрная пешка · h7 чёрный король · d6 белая пешка · e5 чёрная пешка · d4 чёрная пешка · g3 чёрная ладья · c2 белая пешка · a1 белая ладья · h1 белый король | 4 |
| 3 | a7 чёрная пешка · h7 чёрный король · d6 белая пешка · e5 чёрная пешка · d4 чёрная пешка · g3 чёрная ладья · c2 белая пешка · a1 белая ладья · h1 белый король | a7 чёрная пешка · h7 чёрный король · d6 белая пешка · e5 чёрная пешка · d4 чёрная пешка · g3 чёрная ладья · c2 белая пешка · a1 белая ладья · h1 белый король | a7 чёрная пешка · h7 чёрный король · d6 белая пешка · e5 чёрная пешка · d4 чёрная пешка · g3 чёрная ладья · c2 белая пешка · a1 белая ладья · h1 белый король | a7 чёрная пешка · h7 чёрный король · d6 белая пешка · e5 чёрная пешка · d4 чёрная пешка · g3 чёрная ладья · c2 белая пешка · a1 белая ладья · h1 белый король | a7 чёрная пешка · h7 чёрный король · d6 белая пешка · e5 чёрная пешка · d4 чёрная пешка · g3 чёрная ладья · c2 белая пешка · a1 белая ладья · h1 белый король | a7 чёрная пешка · h7 чёрный король · d6 белая пешка · e5 чёрная пешка · d4 чёрная пешка · g3 чёрная ладья · c2 белая пешка · a1 белая ладья · h1 белый король | a7 чёрная пешка · h7 чёрный король · d6 белая пешка · e5 чёрная пешка · d4 чёрная пешка · g3 чёрная ладья · c2 белая пешка · a1 белая ладья · h1 белый король | a7 чёрная пешка · h7 чёрный король · d6 белая пешка · e5 чёрная пешка · d4 чёрная пешка · g3 чёрная ладья · c2 белая пешка · a1 белая ладья · h1 белый король | 3 |
| 2 | a7 чёрная пешка · h7 чёрный король · d6 белая пешка · e5 чёрная пешка · d4 чёрная пешка · g3 чёрная ладья · c2 белая пешка · a1 белая ладья · h1 белый король | a7 чёрная пешка · h7 чёрный король · d6 белая пешка · e5 чёрная пешка · d4 чёрная пешка · g3 чёрная ладья · c2 белая пешка · a1 белая ладья · h1 белый король | a7 чёрная пешка · h7 чёрный король · d6 белая пешка · e5 чёрная пешка · d4 чёрная пешка · g3 чёрная ладья · c2 белая пешка · a1 белая ладья · h1 белый король | a7 чёрная пешка · h7 чёрный король · d6 белая пешка · e5 чёрная пешка · d4 чёрная пешка · g3 чёрная ладья · c2 белая пешка · a1 белая ладья · h1 белый король | a7 чёрная пешка · h7 чёрный король · d6 белая пешка · e5 чёрная пешка · d4 чёрная пешка · g3 чёрная ладья · c2 белая пешка · a1 белая ладья · h1 белый король | a7 чёрная пешка · h7 чёрный король · d6 белая пешка · e5 чёрная пешка · d4 чёрная пешка · g3 чёрная ладья · c2 белая пешка · a1 белая ладья · h1 белый король | a7 чёрная пешка · h7 чёрный король · d6 белая пешка · e5 чёрная пешка · d4 чёрная пешка · g3 чёрная ладья · c2 белая пешка · a1 белая ладья · h1 белый король | a7 чёрная пешка · h7 чёрный король · d6 белая пешка · e5 чёрная пешка · d4 чёрная пешка · g3 чёрная ладья · c2 белая пешка · a1 белая ладья · h1 белый король | 2 |
| 1 | a7 чёрная пешка · h7 чёрный король · d6 белая пешка · e5 чёрная пешка · d4 чёрная пешка · g3 чёрная ладья · c2 белая пешка · a1 белая ладья · h1 белый король | a7 чёрная пешка · h7 чёрный король · d6 белая пешка · e5 чёрная пешка · d4 чёрная пешка · g3 чёрная ладья · c2 белая пешка · a1 белая ладья · h1 белый король | a7 чёрная пешка · h7 чёрный король · d6 белая пешка · e5 чёрная пешка · d4 чёрная пешка · g3 чёрная ладья · c2 белая пешка · a1 белая ладья · h1 белый король | a7 чёрная пешка · h7 чёрный король · d6 белая пешка · e5 чёрная пешка · d4 чёрная пешка · g3 чёрная ладья · c2 белая пешка · a1 белая ладья · h1 белый король | a7 чёрная пешка · h7 чёрный король · d6 белая пешка · e5 чёрная пешка · d4 чёрная пешка · g3 чёрная ладья · c2 белая пешка · a1 белая ладья · h1 белый король | a7 чёрная пешка · h7 чёрный король · d6 белая пешка · e5 чёрная пешка · d4 чёрная пешка · g3 чёрная ладья · c2 белая пешка · a1 белая ладья · h1 белый король | a7 чёрная пешка · h7 чёрный король · d6 белая пешка · e5 чёрная пешка · d4 чёрная пешка · g3 чёрная ладья · c2 белая пешка · a1 белая ладья · h1 белый король | a7 чёрная пешка · h7 чёрный король · d6 белая пешка · e5 чёрная пешка · d4 чёрная пешка · g3 чёрная ладья · c2 белая пешка · a1 белая ладья · h1 белый король | 1 |
|   | a | b | c | d | e | f | g | h |   |

Решение.

Напрашивается 1. Л:a7+?, но после 1... Крg6 2. d7 Лh3+ и 3... Лh8 белые могут надеяться только на ничью.

1. Лa3!! Здесь возможны два тематических варианта.

(A) 1...Лg7 Понятно, что брать белую ладью нельзя, на 1... Лg4(g5) белые быстро выигрывают после 2. Лh3+ и 3. d7, а после 1... Лg8 можно просто разменять ладьи и получить ферзя.

2. Лh3+ Крg8

3. Лg3!!, и чёрные не могут помешать появлению белого ферзя.

(B) 1...Лg6

2. d7! Лd6

3. Л:a7 Крg6

4. Лa6!!

## Труды
- В. и М. Платовы. Сборник шахматных этюдов, 2-е издание, М. — Л.: Госиздат, 1928.